# بيك سكاليستي
بيك سكاليستي (بالروسية: Пик Скалистый)‏ هي أعلى قمة في سلسلة جبال شونون، بامير.
تقع في مقاطعة غورنو باداخشان المتمتعة بالحكم الذاتي في طاجيكستان.